# Zebda
Zebda je francouzská rocková skupina.
Jméno skupiny pochází z arabštiny, kde zebda znamená máslo. Jedná se o slovní hříčku, protože ve francouzštině je slovo máslo (beurre) homonymní se slovem beur, což je (v moderním významu) označení potomka arabských přistěhovalců do Francie.
Všichni zakladatelé a členové skupiny jsou původem z Toulouse. Jejich texty jsou silně poznamenány politickou a společenskou angažovaností zacházející až do krajnosti (v písni Le Bruit et l’odeur – Hluk a pach – citují protisociálně laděný projev Jacqua Chiraka)
Tato politická angažovanost vedla až ke vzniku občanského hnutí s názvem Motivé-e-s (Motivovaní/é), která v březnu 2001 kandidovala v toulouských komunálních volbách a získala 12,38 % a tím i čtyři křesla v městském zastupitelstvu.
Hudebně je Zebda směsicí rocku, rapu, raï a reggae. Spolu s Noir Désir a Manu Chao je tato dynamická toulouská kapela symbolem politické a sociální angažovanosti.
Skupina zaznamenala výrazný úspěch se svou písní Tomber la chemise, která se zapsala do francouzské tradice jako sváteční hymna. Další výrazné úspěchy zaznamenaly písně Viens poupoule, La Danse des canards, Le Travail, c'est la santé a další. Bylo to poprvé, co se skupina hlásicí se veřejně ke svému přistěhovaleckému původu setkala s tak výrazným úspěchem. Tato skutečnost byla zřejmě způsobena plnou frankofonizací textů.
V roce 2003 se skupina rozhodla učinit dočasný rozchod, aby si její členové mohli vyzkoušet i jiné projekty. Sólové album Magyda Cherfiho vyšlo v roce 2004 a v roce 2005 pak vydali své vlastní i Mouss a Hakim Amokrane. V roce 2011 skupina obnovila svou činnost.

## Diskografie
- L’Arène des humeurs (1991)
- Le Bruit et l’odeur (1995)
- Essence ordinaire (1998)
- Utopie d’occase (2002)
- La Tawa (2003)

## Ceny
- Victoires de la musique (francouzská obdoba udělování českých cen Akademie populární hudby – Andělé):
  - Nejlepší skupina (2000)
  - Nejlepší píseň (2000) za Tomber la chemise
- NRJ Music Awards:
  - Nejlepší frankofonní píseň (2000)
  - Nejlepší frankofonní kapela (2000)